# Baseodiscus septemlineatus
Baseodiscus septemlineatus är en djurart som tillhör fylumet slemmaskar, och. Baseodiscus septemlineatus ingår i släktet Baseodiscus och familjen Valenciniidae. Inga underarter finns listade i Catalogue of Life.